# Hardcore
Hardcore punk (často jen hardcore nebo HC) je styl punku, od poloviny osmdesátých let často na pomezí metalu. Na rozdíl od klasického punku je o dost agresivnější a mnohem rychlejší. Vyznačuje se energickými krátkými písněmi postavenými na jednoduchých kytarových riffech v rychlém tempu a s agresivními vokály. Texty skupin často reflektují sociální a politická témata např. antifašismus, environmentalismus a feminismus. Hardcore skupiny obvykle hrají ve složení elektrická kytara, baskytara, bicí, „zpěv“. Za první hard core album je považováno album Damaged od amerických Black Flag z roku 1981.
Hardcore se velmi rychle rozšířil po USA, Kanadě, později po Spojeném království a Evropě. Inspiroval velké množství stylů a zároveň dal vzniknout množství jiných stylů, ze kterých měly některé úspěch i v mainstreamu, jako např. grunge, melodický hardcore, metalcore, sludge metal a thrash metal. Hardcoreová kytarová rytmika plynulé výměny barré akordů ovlivnila také tvorbu blackmetalových riffů kapel, jako je Mayhem.

## Historie vzniku
V Severní Americe se styl, známý jako hardcore (původně byl hardcore punk na začátku 80. let v severovýchodních státech USA nazývaný slovem "thrash"), formoval v různých oblastech začátkem 80. let, hlavně v Kalifornii, Michiganu a větších městech – Washingtonu, Chicagu, New Yorku, Vancouveru, Torontu a Bostonu.
Původ výrazu „hardcore“ je nejasný. Pravděpodobné je, že ho zpopularizovala vancouverská kapela D.O.A., která pojmenovala své album vydané v roce 1981 jako „Hardcore ‘81“. Oproti tomu byl termín „hardcore“ do roku 1983 používaný výjimečně a to hlavně jako popisný. Američtí teenageři, kteří byli fandy tohoto žánru, se jednoduše mezi sebou nazývali fandy punku – i přes to, že se nezajímali o původní punk rock ze 70 let, jako například Sex Pistols, Adicts, The Clash a další. V mnoha kruzích byl termín hardcore používaný skupinově, významově jako „hudba pro lidi jako já“ (doslovný překlad slova hard-core je „tvrdé jádro“, hard = tvrdý, core = jádro, tvrdé jádro undergroundového punkrocku) a zahrnoval širokou škálu kapel od rychlého hardcore až po experimentální kapely jako The Stickmen a Flipper).
Jakmile mělo mnoho kapel možnost produkovat, skládat skladby a organizovat si koncerty, přijal hardcore principy „do it yourself (D.I.Y.)“. Ve většině měst se hardcore scéna spoléhala na ne příliš drahé nahrávky, které byly distribuované na koncertech nebo poštou. Koncerty byly propagované pomocí xeroxovaných zinů, v komunitních rádio programech a plakáty. Fandové hardcore si osvojili ležérní módu, nosili jeansy a krátká trička, případně flanelové košile, které si sami upravovali. Běžný byl krátký účes nebo oholená hlava, částečně se obnovila "popularita" dlouhých vlasů, které byly v oblibě také u protopunkových fanoušků na konci 60. let a na začátku 70. let. Pokud éra punku 1977 byla o nošení D.I.Y. oblečení jako rozdvojené nohavice, spojené zavíracími špendlíky, tak ležérní styl hardcore z 80. let s ní kontrastoval; móda nebyla už tak komplikovaná a "provokativní".
Tou dobou se ve Spojeném království paralelně vyvíjela britská forma hardcore punku, která se později stala známá jako UK 82. Kapely které daly vznik tomuto stylu, byly hlavně Exploited, Discharge a Charged GBH; ty si osvojily zvuk skupin ze 70. let a obohatily ho o neustávající „těžké/hutné“ bicí a „hlukovou stěnu“ (hutný zvuk byl dosažen použitím kytarových efektů), podobně jako kapely typu S.O.D.
Zatímco se americký hardcore punk a britský UK82 vyvíjely samostatně, není jasné, zda byl UK 82 ovlivněn americkým hardcore punkem nebo naopak.

### „Praotcové“ hardcore
Mezi tři nejvlivnější kapely formující hardcore punk patří: Black Flag, Minor Threat a Bad Brains.
Tyto skupiny popisuje jako nejvlivnější i Michael Azerrad, autor dokumentární knihy Our Band Could Be Your Life a Steven Blush autor knihy a stejnojmenného dokumentárního filmu American Hardcore (Americký hardcore).
Azzerad nazval Black Flag praotce žánru, Bad Brains kapelou, která mu dělala nejlepší jméno a Minor Threat, kapelou která hardcore punk jako žánr potvrdila.
Black Flag vznikli na podnět kytaristy Gregga Ginna v Los Angeles roku 1976. Kapela měla největší vliv na scénu v Los Angeles, a později na rozšiřující se scénu v Severní Americe, se svým surovým, konfrontačním zvukem a D.I.Y. přístupem. Díky turné v letech 1980 a 1981 se kapela dostala do kontaktu s rostoucími částmi scény v různých místech Severní Ameriky a posilnili se tak vztahy s ostatními kapelami, které podnikali turné.
Minor Threat, také z Washingtonu, vznikli v roce 1980 a hráli agresivní rychlý hardcore punk. Skupina dala vzniknout hnutí Straight edge pojmenovaném podle stejnojmenné skladby.

### 80. léta
Podle Brendana Mullena, zakladatele losangeleského klubu The Masque, první turné The Damned v roce 1977 ovlivnilo a překvapilo mnoho fandů a muzikantů. The Damned svými rychlými riffy inspirovali první vlnu punku na západním pobřeží USA.
Mnoho skupin z konce 70. let vydalo nahrávky, s podobným zvukem jako kapely, které na začátku 80. let formovali hardcore punk. Jednou z těchto nahrávek byl i 7” singl The Middle Class vydaný roku 1978 pod názvem „Out Of Vogue“. Ten je v současnosti považovaný za vůbec první hardcore singl.
Za vlivnější nahrávku se považuje LP The Germs roku 1979. V podstatě nahrávka, kterou možno zařadit k hardcore, ne jen kvůli rychlosti, ale hlavně díky rychlým obměnám akordů.
Podobně si i kapela T.S.O.L. (vznikla roku 1978) udělala dobré jméno svým melodickým, ale agresivním punkovým zvukem.
Dead Kennedys ze San Francisca (1978) vydali první singl „California Über Alles“ v roce 1979. Později vydali 7” Ep singel „In God We Trust, Inc.“ (1981). Dead Kennedys jsou jednou z nejznámějších skupin hrající rychlý hardcore punk. Ovlivnili mnoho kapel.
Circle Jerks své první album nahráli na konci roku 1979, a vydali začátkem 1980.
Misfits (dodnes fungující kapela) byli kapelou, hrající ve stylu H.C. punku 1977, ale pohybovali se na newyorské scéně, byli populární mezi fandy hardcore.
Hüsker Dü vznikli roku 1979 v Saint Paul v Minnesotě jako post-punk / New Wave kapela, ale později začali hrát rychlejší a těžší. V roce 1982 vydali „živák“ Land Speed Record. Po roce 1985 začali hrát alternativní rock a zařadili se k vlivným kapelám těchto stylů.
Bad Religion nastoupilo na scénu s albem „How Could Hell Be Any Worse?“, které bylo považováno za jedno z nejvlivnějších hardcore alb na začátku 80. let. Podobně jako Misfits i Bad Religion hrají dodnes.
Od roku 1981 začalo mnoho hardcore punk skupin vydávat dema a nahrávky. Včetně skupin jako 7 seconds (1979) z Rena v Nevadě, The Neos z Victorie v Britské Kolumbii v Kanadě, Negative Approach a Degenerates z Detroitu v Michiganu, The Meatmen z Michiganu, Necros z Ohia, The Effigies z Chicaga v Illinois, SS Decontrol, DYS, Negative FX, Jerry’s Kids a Gang Green z Bostonu v Massachusetts, Zeroption z Toronta v Kanadě, The Big Boys, M.D.C. a The Dicks z Austinu v Texasu, Sadistic Exploits z Filadelfie v Pensylvánii a Adrenalin O.D. z New Jersey.
Beastie Boys, spíše známí pozdější tvorbou hip-hopu byli jednou z prvních veřejně hrajících hardcore skupin z New Yorku.
Negative FX, v letech 1981–1982 možná nejpopulárnější kapela z Bostonu, po dobu činnosti žádnou nahrávku nevydala. Mimo okolí byli neznámí, dokud v roce 1984 nevydali „posmrtné“ album.
V roce 1983 byla ve státě Washington založena kapela Melvins hrající původně velmi rychlý hardcore, později pod vlivem alba My War od Black Flag vyvinula velice agresivní, řezavý sound spojující těžké riffy a pomalé tempo metalu s intenzitou a postojem hardcore, čímž dala vzniknout podžánru alternativního rocku – grunge.
Za zmínku stojí i pozdější nahrávky The Angry Samoans (první LP), The Big Boys / The Dicks (Live at Raul's Club split LP), Bostonská kompilace pod názvem „This Is Boston, not L.A.“, 7” singly Minor Threat, 7” singl JFA s názvem „Blatant Localism“, kompilace z New Yorku „New York Thrash“ a „The Big Apple Rotten To The Core“, 7” singl Negative Approach a kompilace z okolí Washingtonu, D.C. „Flex your Head“.

### Evropa
Itálie, Holandsko, Finsko, Švédsko a Německo měli největší vliv v rozvoji hardcore na evropské půdě. Přitom vznikl v Anglii podžánr UK 82 (známy i jako UK Hardcore).
Evropské kapely, z této éry, které stojí za zmínku byli Crise Total (Portugalsko), Negazione, Wretched, Underage, Raw Power (Itálie), H.H.H., MG-15, Kids, L'Odi Social, Ultimo Gobierno (Španělsko), Vorkriegsjugend, Spermbirds (Západní Německo), U.B.R. (Jugoslávie), Heimat-Los (Francie), Lärm, BGK, Funeral Oration (Nizozemsko), Dezerter (Polsko), Kaaos, Lama, Riistetyt, Terveet Kädet (Finsko), Headcleaners, Homy Hogs, Mob 47 a Anti-Cimex (Švédsko).
První hardcorovou kapelou v tehdejším Československu byl havířovský Radegast se svým demem Homo-Novus (1986). Další významnou hardcore-punkovou skupinou v Česku byla kapela Kritická situace vzniklá v roce 1988 a aktivní do roku 1996. Její album Kritická situace (1993) je jedním z nejoriginálnějších hardcore-punkových nahrávek 90. let, kapela se zde jasně vymezuje proti rasismu, agresivitě, militarismu a za práva zvířat.
Po pádu železné opony ve východní Evropě vzniklo mnoho kapel, ze kterých se některé stali ve svých zemích veřejně známé (po letech zkoušení po garážích, kdy je znali jen fanoušci punkové scény).

### Hardcore jinde ve světě
Hardcore se stal na přelomu 80. a 90. let populární i v Asii. Zde ho zpopulárnili hlavně Tame The Tikbalang, N.S.A., Agony of Destruction, Death from Above, Mutual Assured Destruction a Biofeedback z Filipín.

## Hardcore a politika
Výše uvedené kapely, které byly hybnou silou pro vznik hardcore scény, měly vyhrazený politický postoj, hlavně proti tehdejšímu americkému prezidentovi Ronaldu Reaganovi, který byl ve funkci v letech 1981–1989. Reaganova politika obsahovala snižování daní a zpomalování nárůstu sociálních výdajů, zatímco rostly výdaje na armádu, dala těmto skupinám velkou inspiraci. Oproti tomu nebyl hardcore až tak liberální jako klasický punk rock. Mnoho vlivných skupin bylo známo konzervativností, krom jiných hlavně The FU’s, The Undead a Antiseen. V kontrastu s nimi byli až extrémně liberální Dead Kennedys a M.D.C. O této rozmanitosti scény píše Steven Blush v knize American Hardcore: A Tribal History.

## Hardcore tanec – Mosh a Slam dance
Hardcore punk 80. let přišel s novým stylem tance, tzv. slam dance a stage divingem (skákáním z pódia). V druhé polovině 80. let imitovala thrashmetalová scéna tyto způsoby tance, a popularizovala termín mosh v metalové kultuře. Zásluhu na tom měly skupiny jako Anthrax. Termín „mosh“ popisuje styl tance, který je dnes podstatou hardcore koncertů. Mosh obsahuje prvky, kterým se v angličtině říká windmill („větrný mlýn“), axehandle („topůrko sekery“) a cartwheels („kola“).

## Hardcore skupiny
- 25 Ta Life
- 50 Lions
- Agnostic Front
- Angry Samoans
- Bad Brains
- Bad Religion
- Binks ternetfools
- Biohazard
- Black Flag[1]
- Blood for blood
- Circle Jerks
- Crown of Thornz
- Cruel Hand
- D.O.A.
- Cro-Mags
- Dead Kennedys
- Earth Crisis
- Embrace
- Eskimo Callboy
- First Blood
- Flipper
- Fugazi
- Gang Green
- G.B.H.
- Gorilla Biscuits
- H2O
- Hoods
- JFA
- Jello Biafra
- Jerry's Kids
- Killing Time
- Leeway
- Madball
- M.D.C.
- Melvins
- Merauder
- Misfits
- Minitmen
- Minor Threat
- Mlpearcisfool
- Murphy's Law
- Negative Fx
- NOFX
- Outburst
- Overloaded
- Parkway Drive
- Pennywise
- Pg.99
- Poison idea
- Pro-Pain
- Pierce The Veil
- Raised Fist
- Rise Against
- Rites of Spring
- Scream
- Sheer Terror
- Sick of It All
- Skarhead
- Slapshot
- Sleeping with Sirens
- Strength Approach
- Subzero
- Suicidal Tendencies
- The Dicks
- The Freeze
- The Meatmen
- The Middle Class
- T.S.O.L.
- Void
- Walls of Jericho
- Warzone
- Youth Of Today

## Hardcore punk hudební vydavatelství
- 625 Thrashcore
- Alternative Tentacles, USA
- Alveran Records
- Amphetamine Reptile Records
- Anagram Records, UK
- Bad Taste Records
- Blackout! Records
- Bomp! Records, USA
- Bridge 9 Records
- Burning Heart Records
- BYO Records
- Dischord Records, USA
- D.R.I.
- Deathwish Records
- Ebullition Records
- Epitaph Records, USA
- Equal Vision Records
- Eulogy Recordings
- Facedown Records
- Frontier Records, USA
- Gravity Records
- Havoc Records
- Hellcat Records
- Hydrahead Records
- Indecision Records
- Kill Rockstars, USA
- Level Plane Records
- Lifeforce Records
- M.O.D.
- Mystic Records
- New Red Archives
- Posh Boy Records
- Revelation Records
- Rivalry Records
- Roadrunner Records, USA
- Roir Records, USA
- SideOneDummy Records
- Slap-a-Ham Records
- S.O.D.
- SST Records, USA
- Victory Records